# Liste des communes de la Loire
Pour les autres listes de communes françaises, voir Listes des communes de France.
| - La Loire en France métropolitaine. - Carte des communes de la Loire. |

Cette page liste les 320 communes du département français de la Loire au 1er janvier 2025.

## Historique
Le 1er janvier 2025, le nombre de communes du département passe de 323 à 320 à la suite de la création des communes nouvelles de Solore-en-Forez et La Côte-Saint-Didier.

## Liste des communes
Le tableau suivant donne la liste des communes au 1er janvier 2025, en précisant leur code Insee, leur code postal principal, leur arrondissement, leur canton, leur intercommunalité, leur superficie, leur population et leur densité, d'après les chiffres de l'Insee issus du recensement 2022,.
| Nom                                | Code Insee | Code postal       | Arrondissement | Canton                                                                                          | Intercommunalité                | Superficie (km2) | Population (dernière pop. légale) | Densité (hab./km2) | Modifier                                    |
| ---------------------------------- | ---------- | ----------------- | -------------- | ----------------------------------------------------------------------------------------------- | ------------------------------- | ---------------- | --------------------------------- | ------------------ | ------------------------------------------- |
| Saint-Étienne (préfecture)         | 42218      | 42000 42100 42230 | Saint-Étienne  | Saint-Étienne-1 Saint-Étienne-2 Saint-Étienne-3 Saint-Étienne-4 Saint-Étienne-5 Saint-Étienne-6 | Saint-Étienne Métropole         | 79,97            | 172 569 (2022)                    | 2 158              | modifier les données · modifier les données |
| Aboën                              | 42001      | 42380             | Montbrison     | Saint-Just-Saint-Rambert                                                                        | Saint-Étienne Métropole         | 8,96             | 483 (2022)                        | 54                 | modifier les données · modifier les données |
| Ailleux                            | 42002      | 42130             | Montbrison     | Boën-sur-Lignon                                                                                 | CA Loire Forez Agglomération    | 9,31             | 179 (2022)                        | 19                 | modifier les données · modifier les données |
| Ambierle                           | 42003      | 42820             | Roanne         | Renaison                                                                                        | CA Roannais Agglomération       | 30,76            | 1 877 (2022)                      | 61                 | modifier les données · modifier les données |
| Andrézieux-Bouthéon                | 42005      | 42160             | Saint-Étienne  | Andrézieux-Bouthéon                                                                             | Saint-Étienne Métropole         | 16,28            | 10 312 (2022)                     | 633                | modifier les données · modifier les données |
| Apinac                             | 42006      | 42550             | Montbrison     | Saint-Just-Saint-Rambert                                                                        | CA Loire Forez Agglomération    | 15,35            | 424 (2022)                        | 28                 | modifier les données · modifier les données |
| Arcinges                           | 42007      | 42460             | Roanne         | Charlieu                                                                                        | CC Charlieu-Belmont Communauté  | 3,44             | 217 (2022)                        | 63                 | modifier les données · modifier les données |
| Arcon                              | 42008      | 42370             | Roanne         | Renaison                                                                                        | CA Roannais Agglomération       | 19,19            | 110 (2022)                        | 5,7                | modifier les données · modifier les données |
| Arthun                             | 42009      | 42130             | Montbrison     | Boën-sur-Lignon                                                                                 | CA Loire Forez Agglomération    | 13,88            | 526 (2022)                        | 38                 | modifier les données · modifier les données |
| Aveizieux                          | 42010      | 42330             | Montbrison     | Andrézieux-Bouthéon                                                                             | CC de Forez-Est                 | 9,02             | 1 693 (2022)                      | 188                | modifier les données · modifier les données |
| Balbigny                           | 42011      | 42510             | Roanne         | Le Coteau                                                                                       | CC de Forez-Est                 | 16,98            | 2 848 (2022)                      | 168                | modifier les données · modifier les données |
| Bard                               | 42012      | 42600             | Montbrison     | Montbrison                                                                                      | CA Loire Forez Agglomération    | 13,78            | 686 (2022)                        | 50                 | modifier les données · modifier les données |
| Bellegarde-en-Forez                | 42013      | 42210             | Montbrison     | Andrézieux-Bouthéon                                                                             | CC de Forez-Est                 | 18,91            | 2 004 (2022)                      | 106                | modifier les données · modifier les données |
| Belleroche                         | 42014      | 42670             | Roanne         | Charlieu                                                                                        | CC Charlieu-Belmont Communauté  | 13,93            | 313 (2022)                        | 22                 | modifier les données · modifier les données |
| Belmont-de-la-Loire                | 42015      | 42670             | Roanne         | Charlieu                                                                                        | CC Charlieu-Belmont Communauté  | 23,71            | 1 429 (2022)                      | 60                 | modifier les données · modifier les données |
| La Bénisson-Dieu                   | 42016      | 42720             | Roanne         | Charlieu                                                                                        | CC Charlieu-Belmont Communauté  | 11,12            | 425 (2022)                        | 38                 | modifier les données · modifier les données |
| Le Bessat                          | 42017      | 42660             | Saint-Étienne  | Le Pilat                                                                                        | CC des Monts du Pilat           | 10,06            | 525 (2022)                        | 52                 | modifier les données · modifier les données |
| Bessey                             | 42018      | 42520             | Saint-Étienne  | Le Pilat                                                                                        | CC du Pilat Rhodanien           | 6,24             | 465 (2022)                        | 75                 | modifier les données · modifier les données |
| Boën-sur-Lignon                    | 42019      | 42130             | Montbrison     | Boën-sur-Lignon                                                                                 | CA Loire Forez Agglomération    | 6,00             | 3 017 (2022)                      | 503                | modifier les données · modifier les données |
| Boisset-lès-Montrond               | 42020      | 42210             | Montbrison     | Andrézieux-Bouthéon                                                                             | CA Loire Forez Agglomération    | 8,01             | 1 214 (2022)                      | 152                | modifier les données · modifier les données |
| Boisset-Saint-Priest               | 42021      | 42560             | Montbrison     | Montbrison                                                                                      | CA Loire Forez Agglomération    | 18,28            | 1 284 (2022)                      | 70                 | modifier les données · modifier les données |
| Bonson                             | 42022      | 42160             | Montbrison     | Saint-Just-Saint-Rambert                                                                        | CA Loire Forez Agglomération    | 5,15             | 4 478 (2022)                      | 870                | modifier les données · modifier les données |
| Bourg-Argental                     | 42023      | 42220             | Saint-Étienne  | Le Pilat                                                                                        | CC des Monts du Pilat           | 20,15            | 2 920 (2022)                      | 145                | modifier les données · modifier les données |
| Boyer                              | 42025      | 42460             | Roanne         | Charlieu                                                                                        | CC Charlieu-Belmont Communauté  | 5,18             | 196 (2022)                        | 38                 | modifier les données · modifier les données |
| Briennon                           | 42026      | 42720             | Roanne         | Charlieu                                                                                        | CC Charlieu-Belmont Communauté  | 23,84            | 1 718 (2022)                      | 72                 | modifier les données · modifier les données |
| Bully                              | 42027      | 42260             | Roanne         | Boën-sur-Lignon                                                                                 | CC des Vals d'Aix et Isable     | 19,03            | 433 (2022)                        | 23                 | modifier les données · modifier les données |
| Burdignes                          | 42028      | 42220             | Saint-Étienne  | Le Pilat                                                                                        | CC des Monts du Pilat           | 30,81            | 409 (2022)                        | 13                 | modifier les données · modifier les données |
| Bussières                          | 42029      | 42510             | Roanne         | Le Coteau                                                                                       | CC de Forez-Est                 | 16,76            | 1 531 (2022)                      | 91                 | modifier les données · modifier les données |
| Bussy-Albieux                      | 42030      | 42260             | Montbrison     | Boën-sur-Lignon                                                                                 | CA Loire Forez Agglomération    | 19,65            | 542 (2022)                        | 28                 | modifier les données · modifier les données |
| Caloire                            | 42031      | 42240             | Saint-Étienne  | Firminy                                                                                         | Saint-Étienne Métropole         | 4,70             | 322 (2022)                        | 69                 | modifier les données · modifier les données |
| Cellieu                            | 42032      | 42320             | Saint-Étienne  | Sorbiers                                                                                        | Saint-Étienne Métropole         | 12,11            | 1 719 (2022)                      | 142                | modifier les données · modifier les données |
| Le Cergne                          | 42033      | 42460             | Roanne         | Charlieu                                                                                        | CC Charlieu-Belmont Communauté  | 5,93             | 614 (2022)                        | 104                | modifier les données · modifier les données |
| Cervières                          | 42034      | 42440             | Montbrison     | Boën-sur-Lignon                                                                                 | CA Loire Forez Agglomération    | 7,56             | 99 (2022)                         | 13                 | modifier les données · modifier les données |
| Cezay                              | 42035      | 42130             | Montbrison     | Boën-sur-Lignon                                                                                 | CA Loire Forez Agglomération    | 10,52            | 208 (2022)                        | 20                 | modifier les données · modifier les données |
| Chagnon                            | 42036      | 42800             | Saint-Étienne  | Sorbiers                                                                                        | Saint-Étienne Métropole         | 2,48             | 522 (2022)                        | 210                | modifier les données · modifier les données |
| Chalain-d'Uzore                    | 42037      | 42600             | Montbrison     | Montbrison                                                                                      | CA Loire Forez Agglomération    | 8,03             | 668 (2022)                        | 83                 | modifier les données · modifier les données |
| Chalain-le-Comtal                  | 42038      | 42600             | Montbrison     | Montbrison                                                                                      | CA Loire Forez Agglomération    | 18,36            | 740 (2022)                        | 40                 | modifier les données · modifier les données |
| Chalmazel-Jeansagnière             | 42039      | 42920             | Montbrison     | Boën-sur-Lignon                                                                                 | CA Loire Forez Agglomération    | 53,39            | 448 (2022)                        | 8,4                | modifier les données · modifier les données |
| La Chamba                          | 42040      | 42440             | Montbrison     | Boën-sur-Lignon                                                                                 | CA Loire Forez Agglomération    | 5,20             | 44 (2022)                         | 8,5                | modifier les données · modifier les données |
| Chambéon                           | 42041      | 42110             | Montbrison     | Feurs                                                                                           | CC de Forez-Est                 | 16,85            | 653 (2022)                        | 39                 | modifier les données · modifier les données |
| Chambles                           | 42042      | 42170             | Montbrison     | Saint-Just-Saint-Rambert                                                                        | CA Loire Forez Agglomération    | 18,90            | 1 071 (2022)                      | 57                 | modifier les données · modifier les données |
| Chambœuf                           | 42043      | 42330             | Montbrison     | Andrézieux-Bouthéon                                                                             | Saint-Étienne Métropole         | 11,12            | 1 782 (2022)                      | 160                | modifier les données · modifier les données |
| Le Chambon-Feugerolles             | 42044      | 42500             | Saint-Étienne  | Saint-Étienne-2                                                                                 | Saint-Étienne Métropole         | 17,51            | 12 307 (2022)                     | 703                | modifier les données · modifier les données |
| La Chambonie                       | 42045      | 42440             | Montbrison     | Boën-sur-Lignon                                                                                 | CA Loire Forez Agglomération    | 4,42             | 39 (2022)                         | 8,8                | modifier les données · modifier les données |
| Champdieu                          | 42046      | 42600             | Montbrison     | Boën-sur-Lignon                                                                                 | CA Loire Forez Agglomération    | 18,20            | 2 035 (2022)                      | 112                | modifier les données · modifier les données |
| Champoly                           | 42047      | 42430             | Roanne         | Renaison                                                                                        | CC du Pays d'Urfé               | 14,89            | 315 (2022)                        | 21                 | modifier les données · modifier les données |
| Chandon                            | 42048      | 42190             | Roanne         | Charlieu                                                                                        | CC Charlieu-Belmont Communauté  | 12,38            | 1 440 (2022)                      | 116                | modifier les données · modifier les données |
| Changy                             | 42049      | 42310             | Roanne         | Renaison                                                                                        | CA Roannais Agglomération       | 13,67            | 680 (2022)                        | 50                 | modifier les données · modifier les données |
| La Chapelle-en-Lafaye              | 42050      | 42380             | Montbrison     | Montbrison                                                                                      | CA Loire Forez Agglomération    | 8,99             | 137 (2022)                        | 15                 | modifier les données · modifier les données |
| La Chapelle-Villars                | 42051      | 42410             | Saint-Étienne  | Le Pilat                                                                                        | CC du Pilat Rhodanien           | 8,25             | 533 (2022)                        | 65                 | modifier les données · modifier les données |
| Charlieu                           | 42052      | 42190             | Roanne         | Charlieu                                                                                        | CC Charlieu-Belmont Communauté  | 6,70             | 3 703 (2022)                      | 553                | modifier les données · modifier les données |
| Châteauneuf                        | 42053      | 42800             | Saint-Étienne  | Rive-de-Gier                                                                                    | Saint-Étienne Métropole         | 13,65            | 1 700 (2022)                      | 125                | modifier les données · modifier les données |
| Châtelneuf                         | 42054      | 42940             | Montbrison     | Boën-sur-Lignon                                                                                 | CA Loire Forez Agglomération    | 8,48             | 354 (2022)                        | 42                 | modifier les données · modifier les données |
| Châtelus                           | 42055      | 42140             | Montbrison     | Feurs                                                                                           | CC des Monts du Lyonnais        | 2,53             | 135 (2022)                        | 53                 | modifier les données · modifier les données |
| Chausseterre                       | 42339      | 42430             | Roanne         | Renaison                                                                                        | CC du Pays d'Urfé               | 16,58            | 213 (2022)                        | 13                 | modifier les données · modifier les données |
| Chavanay                           | 42056      | 42410             | Saint-Étienne  | Le Pilat                                                                                        | CC du Pilat Rhodanien           | 15,06            | 2 886 (2022)                      | 192                | modifier les données · modifier les données |
| Chazelles-sur-Lavieu               | 42058      | 42560             | Montbrison     | Montbrison                                                                                      | CA Loire Forez Agglomération    | 9,85             | 255 (2022)                        | 26                 | modifier les données · modifier les données |
| Chazelles-sur-Lyon                 | 42059      | 42140             | Montbrison     | Feurs                                                                                           | CC de Forez-Est                 | 20,91            | 5 507 (2022)                      | 263                | modifier les données · modifier les données |
| Chenereilles                       | 42060      | 42560             | Montbrison     | Montbrison                                                                                      | CA Loire Forez Agglomération    | 8,97             | 536 (2022)                        | 60                 | modifier les données · modifier les données |
| Cherier                            | 42061      | 42430             | Roanne         | Renaison                                                                                        | CC du Pays d'Urfé               | 28,11            | 522 (2022)                        | 19                 | modifier les données · modifier les données |
| Chevrières                         | 42062      | 42140             | Montbrison     | Feurs                                                                                           | CC des Monts du Lyonnais        | 14,54            | 1 155 (2022)                      | 79                 | modifier les données · modifier les données |
| Chirassimont                       | 42063      | 42114             | Roanne         | Le Coteau                                                                                       | CC du Pays entre Loire et Rhône | 10,69            | 388 (2022)                        | 36                 | modifier les données · modifier les données |
| Chuyer                             | 42064      | 42410             | Saint-Étienne  | Le Pilat                                                                                        | CC du Pilat Rhodanien           | 12,06            | 751 (2022)                        | 62                 | modifier les données · modifier les données |
| Civens                             | 42065      | 42110             | Montbrison     | Feurs                                                                                           | CC de Forez-Est                 | 13,10            | 1 450 (2022)                      | 111                | modifier les données · modifier les données |
| Cleppé                             | 42066      | 42110             | Montbrison     | Feurs                                                                                           | CC de Forez-Est                 | 15,48            | 555 (2022)                        | 36                 | modifier les données · modifier les données |
| Colombier                          | 42067      | 42220             | Saint-Étienne  | Le Pilat                                                                                        | CC des Monts du Pilat           | 17,86            | 295 (2022)                        | 17                 | modifier les données · modifier les données |
| Combre                             | 42068      | 42840             | Roanne         | Charlieu                                                                                        | CA Roannais Agglomération       | 4,01             | 413 (2022)                        | 103                | modifier les données · modifier les données |
| Commelle-Vernay                    | 42069      | 42120             | Roanne         | Le Coteau                                                                                       | CA Roannais Agglomération       | 12,41            | 3 041 (2022)                      | 245                | modifier les données · modifier les données |
| Cordelle                           | 42070      | 42123             | Roanne         | Le Coteau                                                                                       | CC du Pays entre Loire et Rhône | 26,64            | 944 (2022)                        | 35                 | modifier les données · modifier les données |
| La Côte-Saint-Didier               | 42217      | 42111             | Montbrison     | Boën-sur-Lignon                                                                                 | CA Loire Forez Agglomération    | 31,86            | 519 (2022)                        | 16                 | modifier les données · modifier les données |
| Le Coteau                          | 42071      | 42120             | Roanne         | Le Coteau                                                                                       | CA Roannais Agglomération       | 4,89             | 6 893 (2022)                      | 1 410              | modifier les données · modifier les données |
| Cottance                           | 42073      | 42360             | Montbrison     | Feurs                                                                                           | CC de Forez-Est                 | 13,55            | 753 (2022)                        | 56                 | modifier les données · modifier les données |
| Coutouvre                          | 42074      | 42460             | Roanne         | Charlieu                                                                                        | CA Roannais Agglomération       | 21,87            | 1 067 (2022)                      | 49                 | modifier les données · modifier les données |
| Craintilleux                       | 42075      | 42210             | Montbrison     | Andrézieux-Bouthéon                                                                             | CA Loire Forez Agglomération    | 8,22             | 1 337 (2022)                      | 163                | modifier les données · modifier les données |
| Cremeaux                           | 42076      | 42260             | Roanne         | Renaison                                                                                        | CC du Pays d'Urfé               | 33,32            | 913 (2022)                        | 27                 | modifier les données · modifier les données |
| Croizet-sur-Gand                   | 42077      | 42540             | Roanne         | Le Coteau                                                                                       | CC du Pays entre Loire et Rhône | 5,98             | 315 (2022)                        | 53                 | modifier les données · modifier les données |
| Le Crozet                          | 42078      | 42310             | Roanne         | Renaison                                                                                        | CA Roannais Agglomération       | 13,31            | 240 (2022)                        | 18                 | modifier les données · modifier les données |
| Cuinzier                           | 42079      | 42460             | Roanne         | Charlieu                                                                                        | CC Charlieu-Belmont Communauté  | 5,62             | 705 (2022)                        | 125                | modifier les données · modifier les données |
| Cuzieu                             | 42081      | 42330             | Montbrison     | Andrézieux-Bouthéon                                                                             | CC de Forez-Est                 | 11,51            | 1 496 (2022)                      | 130                | modifier les données · modifier les données |
| Dargoire                           | 42083      | 42800             | Saint-Étienne  | Rive-de-Gier                                                                                    | Saint-Étienne Métropole         | 1,92             | 523 (2022)                        | 272                | modifier les données · modifier les données |
| Doizieux                           | 42085      | 42740             | Saint-Étienne  | Le Pilat                                                                                        | Saint-Étienne Métropole         | 28,07            | 861 (2022)                        | 31                 | modifier les données · modifier les données |
| Écoche                             | 42086      | 42670             | Roanne         | Charlieu                                                                                        | CC Charlieu-Belmont Communauté  | 11,70            | 515 (2022)                        | 44                 | modifier les données · modifier les données |
| Écotay-l'Olme                      | 42087      | 42600             | Montbrison     | Montbrison                                                                                      | CA Loire Forez Agglomération    | 6,52             | 1 299 (2022)                      | 199                | modifier les données · modifier les données |
| Épercieux-Saint-Paul               | 42088      | 42110             | Montbrison     | Feurs                                                                                           | CC de Forez-Est                 | 7,92             | 745 (2022)                        | 94                 | modifier les données · modifier les données |
| Essertines-en-Châtelneuf           | 42089      | 42600             | Montbrison     | Boën-sur-Lignon                                                                                 | CA Loire Forez Agglomération    | 15,20            | 660 (2022)                        | 43                 | modifier les données · modifier les données |
| Essertines-en-Donzy                | 42090      | 42360             | Montbrison     | Feurs                                                                                           | CC de Forez-Est                 | 6,97             | 479 (2022)                        | 69                 | modifier les données · modifier les données |
| Estivareilles                      | 42091      | 42380             | Montbrison     | Saint-Just-Saint-Rambert                                                                        | CA Loire Forez Agglomération    | 22,56            | 709 (2022)                        | 31                 | modifier les données · modifier les données |
| L'Étrat                            | 42092      | 42580             | Saint-Étienne  | Sorbiers                                                                                        | Saint-Étienne Métropole         | 8,48             | 2 820 (2022)                      | 333                | modifier les données · modifier les données |
| Farnay                             | 42093      | 42320             | Saint-Étienne  | Rive-de-Gier                                                                                    | Saint-Étienne Métropole         | 7,93             | 1 358 (2022)                      | 171                | modifier les données · modifier les données |
| Feurs                              | 42094      | 42110             | Montbrison     | Feurs                                                                                           | CC de Forez-Est                 | 24,39            | 8 370 (2022)                      | 343                | modifier les données · modifier les données |
| Firminy                            | 42095      | 42700             | Saint-Étienne  | Firminy                                                                                         | Saint-Étienne Métropole         | 10,45            | 17 128 (2022)                     | 1 639              | modifier les données · modifier les données |
| Fontanès                           | 42096      | 42140             | Saint-Étienne  | Sorbiers                                                                                        | Saint-Étienne Métropole         | 6,63             | 686 (2022)                        | 103                | modifier les données · modifier les données |
| La Fouillouse                      | 42097      | 42480             | Saint-Étienne  | Sorbiers                                                                                        | Saint-Étienne Métropole         | 20,57            | 4 643 (2022)                      | 226                | modifier les données · modifier les données |
| Fourneaux                          | 42098      | 42470             | Roanne         | Le Coteau                                                                                       | CC du Pays entre Loire et Rhône | 12,17            | 567 (2022)                        | 47                 | modifier les données · modifier les données |
| Fraisses                           | 42099      | 42490             | Saint-Étienne  | Firminy                                                                                         | Saint-Étienne Métropole         | 4,63             | 3 825 (2022)                      | 826                | modifier les données · modifier les données |
| Genilac                            | 42225      | 42800             | Saint-Étienne  | Rive-de-Gier                                                                                    | Saint-Étienne Métropole         | 8,67             | 3 821 (2022)                      | 441                | modifier les données · modifier les données |
| La Gimond                          | 42100      | 42140             | Montbrison     | Feurs                                                                                           | Saint-Étienne Métropole         | 3,37             | 278 (2022)                        | 82                 | modifier les données · modifier les données |
| Graix                              | 42101      | 42220             | Saint-Étienne  | Le Pilat                                                                                        | CC des Monts du Pilat           | 8,58             | 134 (2022)                        | 16                 | modifier les données · modifier les données |
| Grammond                           | 42102      | 42140             | Montbrison     | Feurs                                                                                           | CC des Monts du Lyonnais        | 8,13             | 885 (2022)                        | 109                | modifier les données · modifier les données |
| La Grand-Croix                     | 42103      | 42320             | Saint-Étienne  | Rive-de-Gier                                                                                    | Saint-Étienne Métropole         | 4,05             | 4 951 (2022)                      | 1 222              | modifier les données · modifier les données |
| La Gresle                          | 42104      | 42460             | Roanne         | Charlieu                                                                                        | CC Charlieu-Belmont Communauté  | 14,75            | 849 (2022)                        | 58                 | modifier les données · modifier les données |
| Grézieux-le-Fromental              | 42105      | 42600             | Montbrison     | Montbrison                                                                                      | CA Loire Forez Agglomération    | 10,31            | 253 (2022)                        | 25                 | modifier les données · modifier les données |
| Grézolles                          | 42106      | 42260             | Roanne         | Boën-sur-Lignon                                                                                 | CC des Vals d'Aix et Isable     | 5,60             | 236 (2022)                        | 42                 | modifier les données · modifier les données |
| Gumières                           | 42107      | 42560             | Montbrison     | Montbrison                                                                                      | CA Loire Forez Agglomération    | 16,12            | 319 (2022)                        | 20                 | modifier les données · modifier les données |
| L'Hôpital-le-Grand                 | 42108      | 42210             | Montbrison     | Montbrison                                                                                      | CA Loire Forez Agglomération    | 12,86            | 1 073 (2022)                      | 83                 | modifier les données · modifier les données |
| L'Horme                            | 42110      | 42152             | Saint-Étienne  | Saint-Chamond                                                                                   | Saint-Étienne Métropole         | 4,40             | 4 868 (2022)                      | 1 106              | modifier les données · modifier les données |
| Jarnosse                           | 42112      | 42460             | Roanne         | Charlieu                                                                                        | CC Charlieu-Belmont Communauté  | 11,88            | 397 (2022)                        | 33                 | modifier les données · modifier les données |
| Jas                                | 42113      | 42110             | Montbrison     | Feurs                                                                                           | CC de Forez-Est                 | 6,22             | 240 (2022)                        | 39                 | modifier les données · modifier les données |
| Jonzieux                           | 42115      | 42660             | Saint-Étienne  | Le Pilat                                                                                        | CC des Monts du Pilat           | 10,32            | 1 229 (2022)                      | 119                | modifier les données · modifier les données |
| Juré                               | 42116      | 42430             | Roanne         | Renaison                                                                                        | CC du Pays d'Urfé               | 12,07            | 245 (2022)                        | 20                 | modifier les données · modifier les données |
| Lavieu                             | 42117      | 42560             | Montbrison     | Montbrison                                                                                      | CA Loire Forez Agglomération    | 4,45             | 111 (2022)                        | 25                 | modifier les données · modifier les données |
| Lay                                | 42118      | 42470             | Roanne         | Le Coteau                                                                                       | CC du Pays entre Loire et Rhône | 12,85            | 764 (2022)                        | 59                 | modifier les données · modifier les données |
| Leigneux                           | 42119      | 42130             | Montbrison     | Boën-sur-Lignon                                                                                 | CA Loire Forez Agglomération    | 4,53             | 361 (2022)                        | 80                 | modifier les données · modifier les données |
| Lentigny                           | 42120      | 42155             | Roanne         | Renaison                                                                                        | CA Roannais Agglomération       | 11,30            | 1 794 (2022)                      | 159                | modifier les données · modifier les données |
| Lérigneux                          | 42121      | 42600             | Montbrison     | Montbrison                                                                                      | CA Loire Forez Agglomération    | 9,76             | 170 (2022)                        | 17                 | modifier les données · modifier les données |
| Lézigneux                          | 42122      | 42600             | Montbrison     | Montbrison                                                                                      | CA Loire Forez Agglomération    | 15,04            | 1 747 (2022)                      | 116                | modifier les données · modifier les données |
| Lorette                            | 42123      | 42420             | Saint-Étienne  | Rive-de-Gier                                                                                    | Saint-Étienne Métropole         | 3,41             | 4 896 (2022)                      | 1 436              | modifier les données · modifier les données |
| Lupé                               | 42124      | 42520             | Saint-Étienne  | Le Pilat                                                                                        | CC du Pilat Rhodanien           | 1,47             | 307 (2022)                        | 209                | modifier les données · modifier les données |
| Luré                               | 42125      | 42260             | Roanne         | Boën-sur-Lignon                                                                                 | CC des Vals d'Aix et Isable     | 6,23             | 137 (2022)                        | 22                 | modifier les données · modifier les données |
| Luriecq                            | 42126      | 42380             | Montbrison     | Montbrison                                                                                      | CA Loire Forez Agglomération    | 20,28            | 1 254 (2022)                      | 62                 | modifier les données · modifier les données |
| Mably                              | 42127      | 42300             | Roanne         | Roanne-1                                                                                        | CA Roannais Agglomération       | 32,80            | 7 246 (2022)                      | 221                | modifier les données · modifier les données |
| Machézal                           | 42128      | 42114             | Roanne         | Le Coteau                                                                                       | CC du Pays entre Loire et Rhône | 13,88            | 401 (2022)                        | 29                 | modifier les données · modifier les données |
| Maclas                             | 42129      | 42520             | Saint-Étienne  | Le Pilat                                                                                        | CC du Pilat Rhodanien           | 10,15            | 1 867 (2022)                      | 184                | modifier les données · modifier les données |
| Magneux-Haute-Rive                 | 42130      | 42600             | Montbrison     | Montbrison                                                                                      | CA Loire Forez Agglomération    | 12,56            | 560 (2022)                        | 45                 | modifier les données · modifier les données |
| Maizilly                           | 42131      | 42750             | Roanne         | Charlieu                                                                                        | CC Charlieu-Belmont Communauté  | 5,12             | 322 (2022)                        | 63                 | modifier les données · modifier les données |
| Malleval                           | 42132      | 42520             | Saint-Étienne  | Le Pilat                                                                                        | CC du Pilat Rhodanien           | 5,06             | 619 (2022)                        | 122                | modifier les données · modifier les données |
| Marcenod                           | 42133      | 42140             | Saint-Étienne  | Sorbiers                                                                                        | Saint-Étienne Métropole         | 9,00             | 680 (2022)                        | 76                 | modifier les données · modifier les données |
| Marcilly-le-Châtel                 | 42134      | 42130             | Montbrison     | Boën-sur-Lignon                                                                                 | CA Loire Forez Agglomération    | 16,32            | 1 395 (2022)                      | 85                 | modifier les données · modifier les données |
| Marclopt                           | 42135      | 42210             | Montbrison     | Feurs                                                                                           | CC de Forez-Est                 | 8,43             | 550 (2022)                        | 65                 | modifier les données · modifier les données |
| Marcoux                            | 42136      | 42130             | Montbrison     | Boën-sur-Lignon                                                                                 | CA Loire Forez Agglomération    | 15,30            | 783 (2022)                        | 51                 | modifier les données · modifier les données |
| Margerie-Chantagret                | 42137      | 42560             | Montbrison     | Montbrison                                                                                      | CA Loire Forez Agglomération    | 7,71             | 841 (2022)                        | 109                | modifier les données · modifier les données |
| Maringes                           | 42138      | 42140             | Montbrison     | Feurs                                                                                           | CC des Monts du Lyonnais        | 9,17             | 679 (2022)                        | 74                 | modifier les données · modifier les données |
| Marlhes                            | 42139      | 42660             | Saint-Étienne  | Le Pilat                                                                                        | CC des Monts du Pilat           | 32,60            | 1 338 (2022)                      | 41                 | modifier les données · modifier les données |
| Marols                             | 42140      | 42560             | Montbrison     | Montbrison                                                                                      | CA Loire Forez Agglomération    | 14,94            | 460 (2022)                        | 31                 | modifier les données · modifier les données |
| Mars                               | 42141      | 42750             | Roanne         | Charlieu                                                                                        | CC Charlieu-Belmont Communauté  | 12,03            | 560 (2022)                        | 47                 | modifier les données · modifier les données |
| Merle-Leignec                      | 42142      | 42380             | Montbrison     | Saint-Just-Saint-Rambert                                                                        | CA Loire Forez Agglomération    | 16,17            | 326 (2022)                        | 20                 | modifier les données · modifier les données |
| Mizérieux                          | 42143      | 42110             | Montbrison     | Feurs                                                                                           | CC de Forez-Est                 | 7,01             | 537 (2022)                        | 77                 | modifier les données · modifier les données |
| Montagny                           | 42145      | 42840             | Roanne         | Charlieu                                                                                        | CA Roannais Agglomération       | 25,57            | 1 100 (2022)                      | 43                 | modifier les données · modifier les données |
| Montarcher                         | 42146      | 42380             | Montbrison     | Montbrison                                                                                      | CA Loire Forez Agglomération    | 5,99             | 64 (2022)                         | 11                 | modifier les données · modifier les données |
| Montbrison                         | 42147      | 42600             | Montbrison     | Montbrison                                                                                      | CA Loire Forez Agglomération    | 16,33            | 16 098 (2022)                     | 986                | modifier les données · modifier les données |
| Montchal                           | 42148      | 42360             | Montbrison     | Feurs                                                                                           | CC de Forez-Est                 | 8,84             | 507 (2022)                        | 57                 | modifier les données · modifier les données |
| Montrond-les-Bains                 | 42149      | 42210             | Montbrison     | Andrézieux-Bouthéon                                                                             | CC de Forez-Est                 | 10,11            | 5 655 (2022)                      | 559                | modifier les données · modifier les données |
| Montverdun                         | 42150      | 42130             | Montbrison     | Boën-sur-Lignon                                                                                 | CA Loire Forez Agglomération    | 16,52            | 1 287 (2022)                      | 78                 | modifier les données · modifier les données |
| Mornand-en-Forez                   | 42151      | 42600             | Montbrison     | Montbrison                                                                                      | CA Loire Forez Agglomération    | 21,60            | 426 (2022)                        | 20                 | modifier les données · modifier les données |
| Nandax                             | 42152      | 42720             | Roanne         | Charlieu                                                                                        | CC Charlieu-Belmont Communauté  | 8,03             | 564 (2022)                        | 70                 | modifier les données · modifier les données |
| Neaux                              | 42153      | 42470             | Roanne         | Le Coteau                                                                                       | CC du Pays entre Loire et Rhône | 17,36            | 479 (2022)                        | 28                 | modifier les données · modifier les données |
| Néronde                            | 42154      | 42510             | Roanne         | Le Coteau                                                                                       | CC de Forez-Est                 | 8,57             | 482 (2022)                        | 56                 | modifier les données · modifier les données |
| Nervieux                           | 42155      | 42510             | Montbrison     | Feurs                                                                                           | CC de Forez-Est                 | 19,44            | 1 036 (2022)                      | 53                 | modifier les données · modifier les données |
| Neulise                            | 42156      | 42590             | Roanne         | Le Coteau                                                                                       | CC du Pays entre Loire et Rhône | 22,99            | 1 356 (2022)                      | 59                 | modifier les données · modifier les données |
| Noailly                            | 42157      | 42640             | Roanne         | Renaison                                                                                        | CA Roannais Agglomération       | 31,45            | 814 (2022)                        | 26                 | modifier les données · modifier les données |
| Les Noës                           | 42158      | 42370             | Roanne         | Renaison                                                                                        | CA Roannais Agglomération       | 15,68            | 208 (2022)                        | 13                 | modifier les données · modifier les données |
| Noirétable                         | 42159      | 42440             | Montbrison     | Boën-sur-Lignon                                                                                 | CA Loire Forez Agglomération    | 40,34            | 1 587 (2022)                      | 39                 | modifier les données · modifier les données |
| Nollieux                           | 42160      | 42260             | Roanne         | Boën-sur-Lignon                                                                                 | CC des Vals d'Aix et Isable     | 6,95             | 187 (2022)                        | 27                 | modifier les données · modifier les données |
| Notre-Dame-de-Boisset              | 42161      | 42120             | Roanne         | Le Coteau                                                                                       | CA Roannais Agglomération       | 9,10             | 573 (2022)                        | 63                 | modifier les données · modifier les données |
| Ouches                             | 42162      | 42155             | Roanne         | Renaison                                                                                        | CA Roannais Agglomération       | 10,12            | 1 150 (2022)                      | 114                | modifier les données · modifier les données |
| La Pacaudière                      | 42163      | 42310             | Roanne         | Renaison                                                                                        | CA Roannais Agglomération       | 20,61            | 1 070 (2022)                      | 52                 | modifier les données · modifier les données |
| Palogneux                          | 42164      | 42990             | Montbrison     | Boën-sur-Lignon                                                                                 | CA Loire Forez Agglomération    | 7,01             | 69 (2022)                         | 9,8                | modifier les données · modifier les données |
| Panissières                        | 42165      | 42360             | Montbrison     | Feurs                                                                                           | CC de Forez-Est                 | 26,71            | 2 882 (2022)                      | 108                | modifier les données · modifier les données |
| Parigny                            | 42166      | 42120             | Roanne         | Le Coteau                                                                                       | CA Roannais Agglomération       | 9,15             | 627 (2022)                        | 69                 | modifier les données · modifier les données |
| Pavezin                            | 42167      | 42410             | Saint-Étienne  | Le Pilat                                                                                        | Saint-Étienne Métropole         | 8,87             | 399 (2022)                        | 45                 | modifier les données · modifier les données |
| Pélussin                           | 42168      | 42410             | Saint-Étienne  | Le Pilat                                                                                        | CC du Pilat Rhodanien           | 32,16            | 3 665 (2022)                      | 114                | modifier les données · modifier les données |
| Périgneux                          | 42169      | 42380             | Montbrison     | Saint-Just-Saint-Rambert                                                                        | CA Loire Forez Agglomération    | 32,00            | 1 601 (2022)                      | 50                 | modifier les données · modifier les données |
| Perreux                            | 42170      | 42120             | Roanne         | Le Coteau                                                                                       | CA Roannais Agglomération       | 41,35            | 2 105 (2022)                      | 51                 | modifier les données · modifier les données |
| Pinay                              | 42171      | 42590             | Roanne         | Le Coteau                                                                                       | CC de Forez-Est                 | 6,62             | 285 (2022)                        | 43                 | modifier les données · modifier les données |
| Planfoy                            | 42172      | 42660             | Saint-Étienne  | Le Pilat                                                                                        | CC des Monts du Pilat           | 12,27            | 1 072 (2022)                      | 87                 | modifier les données · modifier les données |
| Pommiers-en-Forez                  | 42173      | 42260             | Roanne         | Boën-sur-Lignon                                                                                 | CC des Vals d'Aix et Isable     | 23,84            | 371 (2022)                        | 16                 | modifier les données · modifier les données |
| Poncins                            | 42174      | 42110             | Montbrison     | Feurs                                                                                           | CC de Forez-Est                 | 20,63            | 1 268 (2022)                      | 61                 | modifier les données · modifier les données |
| Pouilly-lès-Feurs                  | 42175      | 42110             | Montbrison     | Feurs                                                                                           | CC de Forez-Est                 | 13,03            | 1 197 (2022)                      | 92                 | modifier les données · modifier les données |
| Pouilly-les-Nonains                | 42176      | 42155             | Roanne         | Renaison                                                                                        | CA Roannais Agglomération       | 10,23            | 2 165 (2022)                      | 212                | modifier les données · modifier les données |
| Pouilly-sous-Charlieu              | 42177      | 42720             | Roanne         | Charlieu                                                                                        | CC Charlieu-Belmont Communauté  | 15,99            | 2 584 (2022)                      | 162                | modifier les données · modifier les données |
| Pradines                           | 42178      | 42630             | Roanne         | Charlieu                                                                                        | CC du Pays entre Loire et Rhône | 11,60            | 902 (2022)                        | 78                 | modifier les données · modifier les données |
| Pralong                            | 42179      | 42600             | Montbrison     | Boën-sur-Lignon                                                                                 | CA Loire Forez Agglomération    | 8,03             | 851 (2022)                        | 106                | modifier les données · modifier les données |
| Précieux                           | 42180      | 42600             | Montbrison     | Montbrison                                                                                      | CA Loire Forez Agglomération    | 16,29            | 1 040 (2022)                      | 64                 | modifier les données · modifier les données |
| Régny                              | 42181      | 42630             | Roanne         | Charlieu                                                                                        | CC du Pays entre Loire et Rhône | 13,80            | 1 447 (2022)                      | 105                | modifier les données · modifier les données |
| Renaison                           | 42182      | 42370             | Roanne         | Renaison                                                                                        | CA Roannais Agglomération       | 23,04            | 3 220 (2022)                      | 140                | modifier les données · modifier les données |
| La Ricamarie                       | 42183      | 42150             | Saint-Étienne  | Saint-Étienne-2                                                                                 | Saint-Étienne Métropole         | 6,95             | 8 162 (2022)                      | 1 174              | modifier les données · modifier les données |
| Riorges                            | 42184      | 42153             | Roanne         | Roanne-2                                                                                        | CA Roannais Agglomération       | 15,51            | 11 034 (2022)                     | 711                | modifier les données · modifier les données |
| Rivas                              | 42185      | 42340             | Montbrison     | Andrézieux-Bouthéon                                                                             | CC de Forez-Est                 | 4,60             | 737 (2022)                        | 160                | modifier les données · modifier les données |
| Rive-de-Gier                       | 42186      | 42800             | Saint-Étienne  | Rive-de-Gier                                                                                    | Saint-Étienne Métropole         | 7,33             | 15 457 (2022)                     | 2 109              | modifier les données · modifier les données |
| Roanne                             | 42187      | 42300             | Roanne         | Roanne-1 Roanne-2                                                                               | CA Roannais Agglomération       | 16,12            | 35 364 (2022)                     | 2 194              | modifier les données · modifier les données |
| Roche-en-Forez                     | 42188      | 42600             | Montbrison     | Montbrison                                                                                      | CA Loire Forez Agglomération    | 23,33            | 252 (2022)                        | 11                 | modifier les données · modifier les données |
| Roche-la-Molière                   | 42189      | 42230             | Saint-Étienne  | Saint-Étienne-3                                                                                 | Saint-Étienne Métropole         | 17,44            | 9 853 (2022)                      | 565                | modifier les données · modifier les données |
| Roisey                             | 42191      | 42520             | Saint-Étienne  | Le Pilat                                                                                        | CC du Pilat Rhodanien           | 13,03            | 1 006 (2022)                      | 77                 | modifier les données · modifier les données |
| Rozier-Côtes-d'Aurec               | 42192      | 42380             | Montbrison     | Saint-Just-Saint-Rambert                                                                        | Saint-Étienne Métropole         | 13,89            | 422 (2022)                        | 30                 | modifier les données · modifier les données |
| Rozier-en-Donzy                    | 42193      | 42810             | Montbrison     | Feurs                                                                                           | CC de Forez-Est                 | 9,51             | 1 421 (2022)                      | 149                | modifier les données · modifier les données |
| Sail-les-Bains                     | 42194      | 42310             | Roanne         | Renaison                                                                                        | CA Roannais Agglomération       | 21,11            | 208 (2022)                        | 9,9                | modifier les données · modifier les données |
| Sail-sous-Couzan                   | 42195      | 42890             | Montbrison     | Boën-sur-Lignon                                                                                 | CA Loire Forez Agglomération    | 7,43             | 992 (2022)                        | 134                | modifier les données · modifier les données |
| Saint-Alban-les-Eaux               | 42198      | 42370             | Roanne         | Renaison                                                                                        | CA Roannais Agglomération       | 7,75             | 909 (2022)                        | 117                | modifier les données · modifier les données |
| Saint-André-d'Apchon               | 42199      | 42370             | Roanne         | Renaison                                                                                        | CA Roannais Agglomération       | 13,44            | 1 942 (2022)                      | 144                | modifier les données · modifier les données |
| Saint-André-le-Puy                 | 42200      | 42210             | Montbrison     | Andrézieux-Bouthéon                                                                             | CC de Forez-Est                 | 8,66             | 1 534 (2022)                      | 177                | modifier les données · modifier les données |
| Saint-Appolinard                   | 42201      | 42520             | Saint-Étienne  | Le Pilat                                                                                        | CC du Pilat Rhodanien           | 9,84             | 705 (2022)                        | 72                 | modifier les données · modifier les données |
| Saint-Barthélemy-Lestra            | 42202      | 42110             | Montbrison     | Feurs                                                                                           | CC de Forez-Est                 | 11,06            | 675 (2022)                        | 61                 | modifier les données · modifier les données |
| Saint-Bonnet-des-Quarts            | 42203      | 42310             | Roanne         | Renaison                                                                                        | CA Roannais Agglomération       | 32,45            | 338 (2022)                        | 10                 | modifier les données · modifier les données |
| Saint-Bonnet-le-Château            | 42204      | 42380             | Montbrison     | Saint-Just-Saint-Rambert                                                                        | CA Loire Forez Agglomération    | 1,87             | 1 457 (2022)                      | 779                | modifier les données · modifier les données |
| Saint-Bonnet-le-Courreau           | 42205      | 42940             | Montbrison     | Boën-sur-Lignon                                                                                 | CA Loire Forez Agglomération    | 50,18            | 683 (2022)                        | 14                 | modifier les données · modifier les données |
| Saint-Bonnet-les-Oules             | 42206      | 42330             | Montbrison     | Andrézieux-Bouthéon                                                                             | Saint-Étienne Métropole         | 12,41            | 1 817 (2022)                      | 146                | modifier les données · modifier les données |
| Saint-Chamond                      | 42207      | 42400             | Saint-Étienne  | Saint-Chamond                                                                                   | Saint-Étienne Métropole         | 54,88            | 35 586 (2022)                     | 648                | modifier les données · modifier les données |
| Saint-Christo-en-Jarez             | 42208      | 42320             | Saint-Étienne  | Sorbiers                                                                                        | Saint-Étienne Métropole         | 21,77            | 1 888 (2022)                      | 87                 | modifier les données · modifier les données |
| Saint-Cyprien                      | 42211      | 42160             | Montbrison     | Saint-Just-Saint-Rambert                                                                        | CA Loire Forez Agglomération    | 7,28             | 2 428 (2022)                      | 334                | modifier les données · modifier les données |
| Saint-Cyr-de-Favières              | 42212      | 42123             | Roanne         | Le Coteau                                                                                       | CC du Pays entre Loire et Rhône | 14,11            | 1 028 (2022)                      | 73                 | modifier les données · modifier les données |
| Saint-Cyr-de-Valorges              | 42213      | 42114             | Roanne         | Le Coteau                                                                                       | CC de Forez-Est                 | 9,91             | 311 (2022)                        | 31                 | modifier les données · modifier les données |
| Saint-Cyr-les-Vignes               | 42214      | 42210             | Montbrison     | Feurs                                                                                           | CC de Forez-Est                 | 19,38            | 1 077 (2022)                      | 56                 | modifier les données · modifier les données |
| Saint-Denis-de-Cabanne             | 42215      | 42750             | Roanne         | Charlieu                                                                                        | CC Charlieu-Belmont Communauté  | 7,65             | 1 252 (2022)                      | 164                | modifier les données · modifier les données |
| Saint-Denis-sur-Coise              | 42216      | 42140             | Montbrison     | Feurs                                                                                           | CC des Monts du Lyonnais        | 10,79            | 684 (2022)                        | 63                 | modifier les données · modifier les données |
| Saint-Étienne-le-Molard            | 42219      | 42130             | Montbrison     | Boën-sur-Lignon                                                                                 | CA Loire Forez Agglomération    | 16,55            | 1 032 (2022)                      | 62                 | modifier les données · modifier les données |
| Saint-Forgeux-Lespinasse           | 42220      | 42640             | Roanne         | Renaison                                                                                        | CA Roannais Agglomération       | 16,19            | 594 (2022)                        | 37                 | modifier les données · modifier les données |
| Saint-Galmier                      | 42222      | 42330             | Montbrison     | Andrézieux-Bouthéon                                                                             | Saint-Étienne Métropole         | 19,47            | 5 848 (2022)                      | 300                | modifier les données · modifier les données |
| Saint-Genest-Lerpt                 | 42223      | 42530             | Saint-Étienne  | Saint-Étienne-3                                                                                 | Saint-Étienne Métropole         | 12,68            | 6 182 (2022)                      | 488                | modifier les données · modifier les données |
| Saint-Genest-Malifaux              | 42224      | 42660             | Saint-Étienne  | Le Pilat                                                                                        | CC des Monts du Pilat           | 47,08            | 2 912 (2022)                      | 62                 | modifier les données · modifier les données |
| Saint-Georges-de-Baroille          | 42226      | 42510             | Roanne         | Boën-sur-Lignon                                                                                 | CC des Vals d'Aix et Isable     | 15,24            | 452 (2022)                        | 30                 | modifier les données · modifier les données |
| Saint-Georges-en-Couzan            | 42227      | 42990             | Montbrison     | Boën-sur-Lignon                                                                                 | CA Loire Forez Agglomération    | 23,64            | 415 (2022)                        | 18                 | modifier les données · modifier les données |
| Saint-Georges-Haute-Ville          | 42228      | 42610             | Montbrison     | Montbrison                                                                                      | CA Loire Forez Agglomération    | 9,63             | 1 458 (2022)                      | 151                | modifier les données · modifier les données |
| Saint-Germain-la-Montagne          | 42229      | 42670             | Roanne         | Charlieu                                                                                        | CC Charlieu-Belmont Communauté  | 12,54            | 215 (2022)                        | 17                 | modifier les données · modifier les données |
| Saint-Germain-Laval                | 42230      | 42260             | Roanne         | Boën-sur-Lignon                                                                                 | CC des Vals d'Aix et Isable     | 17,08            | 1 594 (2022)                      | 93                 | modifier les données · modifier les données |
| Saint-Germain-Lespinasse           | 42231      | 42640             | Roanne         | Renaison                                                                                        | CA Roannais Agglomération       | 15,00            | 1 222 (2022)                      | 81                 | modifier les données · modifier les données |
| Saint-Haon-le-Châtel               | 42232      | 42370             | Roanne         | Renaison                                                                                        | CA Roannais Agglomération       | 0,87             | 630 (2022)                        | 724                | modifier les données · modifier les données |
| Saint-Haon-le-Vieux                | 42233      | 42370             | Roanne         | Renaison                                                                                        | CA Roannais Agglomération       | 16,34            | 961 (2022)                        | 59                 | modifier les données · modifier les données |
| Saint-Héand                        | 42234      | 42570             | Saint-Étienne  | Sorbiers                                                                                        | Saint-Étienne Métropole         | 31,30            | 3 684 (2022)                      | 118                | modifier les données · modifier les données |
| Saint-Hilaire-Cusson-la-Valmitte   | 42235      | 42380             | Montbrison     | Saint-Just-Saint-Rambert                                                                        | CA Loire Forez Agglomération    | 18,31            | 334 (2022)                        | 18                 | modifier les données · modifier les données |
| Saint-Hilaire-sous-Charlieu        | 42236      | 42190             | Roanne         | Charlieu                                                                                        | CC Charlieu-Belmont Communauté  | 13,51            | 540 (2022)                        | 40                 | modifier les données · modifier les données |
| Saint-Jean-Bonnefonds              | 42237      | 42650             | Saint-Étienne  | Saint-Étienne-5                                                                                 | Saint-Étienne Métropole         | 11,59            | 6 594 (2022)                      | 569                | modifier les données · modifier les données |
| Saint-Jean-la-Vêtre                | 42238      | 42440             | Montbrison     | Boën-sur-Lignon                                                                                 | CA Loire Forez Agglomération    | 16,22            | 310 (2022)                        | 19                 | modifier les données · modifier les données |
| Saint-Jean-Saint-Maurice-sur-Loire | 42239      | 42155             | Roanne         | Renaison                                                                                        | CA Roannais Agglomération       | 23,57            | 1 155 (2022)                      | 49                 | modifier les données · modifier les données |
| Saint-Jean-Soleymieux              | 42240      | 42560             | Montbrison     | Montbrison                                                                                      | CA Loire Forez Agglomération    | 16,47            | 844 (2022)                        | 51                 | modifier les données · modifier les données |
| Saint-Jodard                       | 42241      | 42590             | Roanne         | Le Coteau                                                                                       | CC de Forez-Est                 | 6,65             | 392 (2022)                        | 59                 | modifier les données · modifier les données |
| Saint-Joseph                       | 42242      | 42800             | Saint-Étienne  | Rive-de-Gier                                                                                    | Saint-Étienne Métropole         | 8,05             | 1 978 (2022)                      | 246                | modifier les données · modifier les données |
| Saint-Julien-d'Oddes               | 42243      | 42260             | Roanne         | Boën-sur-Lignon                                                                                 | CC des Vals d'Aix et Isable     | 10,41            | 297 (2022)                        | 29                 | modifier les données · modifier les données |
| Saint-Julien-Molin-Molette         | 42246      | 42220             | Saint-Étienne  | Le Pilat                                                                                        | CC des Monts du Pilat           | 9,45             | 1 143 (2022)                      | 121                | modifier les données · modifier les données |
| Saint-Just-en-Bas                  | 42247      | 42990             | Montbrison     | Boën-sur-Lignon                                                                                 | CA Loire Forez Agglomération    | 20,95            | 282 (2022)                        | 13                 | modifier les données · modifier les données |
| Saint-Just-en-Chevalet             | 42248      | 42430             | Roanne         | Renaison                                                                                        | CC du Pays d'Urfé               | 29,19            | 1 145 (2022)                      | 39                 | modifier les données · modifier les données |
| Saint-Just-la-Pendue               | 42249      | 42540             | Roanne         | Le Coteau                                                                                       | CC du Pays entre Loire et Rhône | 19,88            | 1 644 (2022)                      | 83                 | modifier les données · modifier les données |
| Saint-Just-Saint-Rambert           | 42279      | 42170             | Montbrison     | Saint-Just-Saint-Rambert                                                                        | CA Loire Forez Agglomération    | 40,63            | 15 579 (2022)                     | 383                | modifier les données · modifier les données |
| Saint-Laurent-la-Conche            | 42251      | 42210             | Montbrison     | Feurs                                                                                           | CC de Forez-Est                 | 15,51            | 559 (2022)                        | 36                 | modifier les données · modifier les données |
| Saint-Léger-sur-Roanne             | 42253      | 42155             | Roanne         | Roanne-2                                                                                        | CA Roannais Agglomération       | 4,51             | 1 159 (2022)                      | 257                | modifier les données · modifier les données |
| Saint-Marcel-d'Urfé                | 42255      | 42430             | Roanne         | Renaison                                                                                        | CC du Pays d'Urfé               | 13,92            | 269 (2022)                        | 19                 | modifier les données · modifier les données |
| Saint-Marcel-de-Félines            | 42254      | 42122             | Roanne         | Le Coteau                                                                                       | CC de Forez-Est                 | 22,43            | 807 (2022)                        | 36                 | modifier les données · modifier les données |
| Saint-Marcellin-en-Forez           | 42256      | 42680             | Montbrison     | Saint-Just-Saint-Rambert                                                                        | CA Loire Forez Agglomération    | 31,09            | 5 088 (2022)                      | 164                | modifier les données · modifier les données |
| Saint-Martin-d'Estréaux            | 42257      | 42620             | Roanne         | Renaison                                                                                        | CA Roannais Agglomération       | 29,60            | 850 (2022)                        | 29                 | modifier les données · modifier les données |
| Saint-Martin-la-Plaine             | 42259      | 42800             | Saint-Étienne  | Rive-de-Gier                                                                                    | Saint-Étienne Métropole         | 9,70             | 3 768 (2022)                      | 388                | modifier les données · modifier les données |
| Saint-Martin-la-Sauveté            | 42260      | 42260             | Roanne         | Boën-sur-Lignon                                                                                 | CC des Vals d'Aix et Isable     | 29,74            | 870 (2022)                        | 29                 | modifier les données · modifier les données |
| Saint-Martin-Lestra                | 42261      | 42110             | Montbrison     | Feurs                                                                                           | CC de Forez-Est                 | 16,33            | 926 (2022)                        | 57                 | modifier les données · modifier les données |
| Saint-Maurice-en-Gourgois          | 42262      | 42240             | Montbrison     | Saint-Just-Saint-Rambert                                                                        | Saint-Étienne Métropole         | 31,83            | 1 824 (2022)                      | 57                 | modifier les données · modifier les données |
| Saint-Médard-en-Forez              | 42264      | 42330             | Montbrison     | Feurs                                                                                           | CC de Forez-Est                 | 10,39            | 945 (2022)                        | 91                 | modifier les données · modifier les données |
| Saint-Michel-sur-Rhône             | 42265      | 42410             | Saint-Étienne  | Le Pilat                                                                                        | CC du Pilat Rhodanien           | 5,87             | 872 (2022)                        | 149                | modifier les données · modifier les données |
| Saint-Nizier-de-Fornas             | 42266      | 42380             | Montbrison     | Saint-Just-Saint-Rambert                                                                        | Saint-Étienne Métropole         | 15,88            | 653 (2022)                        | 41                 | modifier les données · modifier les données |
| Saint-Nizier-sous-Charlieu         | 42267      | 42190             | Roanne         | Charlieu                                                                                        | CC Charlieu-Belmont Communauté  | 12,83            | 1 689 (2022)                      | 132                | modifier les données · modifier les données |
| Saint-Paul-d'Uzore                 | 42269      | 42600             | Montbrison     | Montbrison                                                                                      | CA Loire Forez Agglomération    | 9,51             | 194 (2022)                        | 20                 | modifier les données · modifier les données |
| Saint-Paul-en-Cornillon            | 42270      | 42240             | Saint-Étienne  | Firminy                                                                                         | Saint-Étienne Métropole         | 3,72             | 1 348 (2022)                      | 362                | modifier les données · modifier les données |
| Saint-Paul-en-Jarez                | 42271      | 42740             | Saint-Étienne  | Rive-de-Gier                                                                                    | Saint-Étienne Métropole         | 19,98            | 4 758 (2022)                      | 238                | modifier les données · modifier les données |
| Saint-Pierre-de-Bœuf               | 42272      | 42520             | Saint-Étienne  | Le Pilat                                                                                        | CC du Pilat Rhodanien           | 5,95             | 1 705 (2022)                      | 287                | modifier les données · modifier les données |
| Saint-Pierre-la-Noaille            | 42273      | 42190             | Roanne         | Charlieu                                                                                        | CC Charlieu-Belmont Communauté  | 7,21             | 381 (2022)                        | 53                 | modifier les données · modifier les données |
| Saint-Polgues                      | 42274      | 42260             | Roanne         | Boën-sur-Lignon                                                                                 | CC des Vals d'Aix et Isable     | 5,77             | 275 (2022)                        | 48                 | modifier les données · modifier les données |
| Saint-Priest-en-Jarez              | 42275      | 42270             | Saint-Étienne  | Saint-Étienne-5                                                                                 | Saint-Étienne Métropole         | 3,07             | 6 318 (2022)                      | 2 058              | modifier les données · modifier les données |
| Saint-Priest-la-Prugne             | 42276      | 42830             | Roanne         | Renaison                                                                                        | CC du Pays d'Urfé               | 36,68            | 412 (2022)                        | 11                 | modifier les données · modifier les données |
| Saint-Priest-la-Roche              | 42277      | 42590             | Roanne         | Le Coteau                                                                                       | CC du Pays entre Loire et Rhône | 13,50            | 340 (2022)                        | 25                 | modifier les données · modifier les données |
| Saint-Priest-la-Vêtre              | 42278      | 42440             | Montbrison     | Boën-sur-Lignon                                                                                 | CA Loire Forez Agglomération    | 5,17             | 141 (2022)                        | 27                 | modifier les données · modifier les données |
| Saint-Régis-du-Coin                | 42280      | 42660             | Saint-Étienne  | Le Pilat                                                                                        | CC des Monts du Pilat           | 20,40            | 416 (2022)                        | 20                 | modifier les données · modifier les données |
| Saint-Rirand                       | 42281      | 42370             | Roanne         | Renaison                                                                                        | CA Roannais Agglomération       | 16,43            | 130 (2022)                        | 7,9                | modifier les données · modifier les données |
| Saint-Romain-d'Urfé                | 42282      | 42430             | Roanne         | Renaison                                                                                        | CC du Pays d'Urfé               | 15,00            | 235 (2022)                        | 16                 | modifier les données · modifier les données |
| Saint-Romain-en-Jarez              | 42283      | 42800             | Saint-Étienne  | Sorbiers                                                                                        | Saint-Étienne Métropole         | 16,96            | 1 209 (2022)                      | 71                 | modifier les données · modifier les données |
| Saint-Romain-la-Motte              | 42284      | 42640             | Roanne         | Renaison                                                                                        | CA Roannais Agglomération       | 27,56            | 1 423 (2022)                      | 52                 | modifier les données · modifier les données |
| Saint-Romain-le-Puy                | 42285      | 42610             | Montbrison     | Montbrison                                                                                      | CA Loire Forez Agglomération    | 21,14            | 4 121 (2022)                      | 195                | modifier les données · modifier les données |
| Saint-Romain-les-Atheux            | 42286      | 42660             | Saint-Étienne  | Le Pilat                                                                                        | CC des Monts du Pilat           | 14,68            | 949 (2022)                        | 65                 | modifier les données · modifier les données |
| Saint-Sauveur-en-Rue               | 42287      | 42220             | Saint-Étienne  | Le Pilat                                                                                        | CC des Monts du Pilat           | 30,26            | 1 083 (2022)                      | 36                 | modifier les données · modifier les données |
| Saint-Sixte                        | 42288      | 42130             | Montbrison     | Boën-sur-Lignon                                                                                 | CA Loire Forez Agglomération    | 15,35            | 683 (2022)                        | 44                 | modifier les données · modifier les données |
| Saint-Symphorien-de-Lay            | 42289      | 42470             | Roanne         | Le Coteau                                                                                       | CC du Pays entre Loire et Rhône | 33,57            | 1 976 (2022)                      | 59                 | modifier les données · modifier les données |
| Saint-Thomas-la-Garde              | 42290      | 42600             | Montbrison     | Montbrison                                                                                      | CA Loire Forez Agglomération    | 3,41             | 596 (2022)                        | 175                | modifier les données · modifier les données |
| Saint-Victor-sur-Rhins             | 42293      | 42630             | Roanne         | Charlieu                                                                                        | CC du Pays entre Loire et Rhône | 11,43            | 1 164 (2022)                      | 102                | modifier les données · modifier les données |
| Saint-Vincent-de-Boisset           | 42294      | 42120             | Roanne         | Le Coteau                                                                                       | CA Roannais Agglomération       | 4,11             | 972 (2022)                        | 236                | modifier les données · modifier les données |
| Sainte-Agathe-en-Donzy             | 42196      | 42510             | Roanne         | Le Coteau                                                                                       | CC de Forez-Est                 | 3,39             | 117 (2022)                        | 35                 | modifier les données · modifier les données |
| Sainte-Agathe-la-Bouteresse        | 42197      | 42130             | Montbrison     | Boën-sur-Lignon                                                                                 | CA Loire Forez Agglomération    | 11,75            | 1 052 (2022)                      | 90                 | modifier les données · modifier les données |
| Sainte-Colombe-sur-Gand            | 42209      | 42540             | Roanne         | Le Coteau                                                                                       | CC de Forez-Est                 | 13,56            | 386 (2022)                        | 28                 | modifier les données · modifier les données |
| Sainte-Croix-en-Jarez              | 42210      | 42800             | Saint-Étienne  | Le Pilat                                                                                        | Saint-Étienne Métropole         | 12,05            | 484 (2022)                        | 40                 | modifier les données · modifier les données |
| Sainte-Foy-Saint-Sulpice           | 42221      | 42110             | Montbrison     | Boën-sur-Lignon                                                                                 | CA Loire Forez Agglomération    | 29,12            | 565 (2022)                        | 19                 | modifier les données · modifier les données |
| Les Salles                         | 42295      | 42440             | Montbrison     | Boën-sur-Lignon                                                                                 | CC du Pays d'Urfé               | 25,22            | 562 (2022)                        | 22                 | modifier les données · modifier les données |
| Salt-en-Donzy                      | 42296      | 42110             | Montbrison     | Feurs                                                                                           | CC de Forez-Est                 | 8,93             | 545 (2022)                        | 61                 | modifier les données · modifier les données |
| Salvizinet                         | 42297      | 42110             | Montbrison     | Feurs                                                                                           | CC de Forez-Est                 | 10,84            | 625 (2022)                        | 58                 | modifier les données · modifier les données |
| Sauvain                            | 42298      | 42990             | Montbrison     | Boën-sur-Lignon                                                                                 | CA Loire Forez Agglomération    | 30,23            | 373 (2022)                        | 12                 | modifier les données · modifier les données |
| Savigneux                          | 42299      | 42600             | Montbrison     | Montbrison                                                                                      | CA Loire Forez Agglomération    | 19,19            | 3 489 (2022)                      | 182                | modifier les données · modifier les données |
| Sevelinges                         | 42300      | 42460             | Roanne         | Charlieu                                                                                        | CC Charlieu-Belmont Communauté  | 8,19             | 650 (2022)                        | 79                 | modifier les données · modifier les données |
| Soleymieux                         | 42301      | 42560             | Montbrison     | Montbrison                                                                                      | CA Loire Forez Agglomération    | 8,80             | 716 (2022)                        | 81                 | modifier les données · modifier les données |
| Solore-en-Forez                    | 42084      | 42130             | Montbrison     | Boën-sur-Lignon                                                                                 | CA Loire Forez Agglomération    | 20,16            | 512 (2022)                        | 25                 | modifier les données · modifier les données |
| Sorbiers                           | 42302      | 42290             | Saint-Étienne  | Sorbiers                                                                                        | Saint-Étienne Métropole         | 12,19            | 8 071 (2022)                      | 662                | modifier les données · modifier les données |
| Souternon                          | 42303      | 42260             | Roanne         | Boën-sur-Lignon                                                                                 | CC des Vals d'Aix et Isable     | 17,05            | 275 (2022)                        | 16                 | modifier les données · modifier les données |
| Sury-le-Comtal                     | 42304      | 42450             | Montbrison     | Saint-Just-Saint-Rambert                                                                        | CA Loire Forez Agglomération    | 24,18            | 6 651 (2022)                      | 275                | modifier les données · modifier les données |
| La Talaudière                      | 42305      | 42350             | Saint-Étienne  | Sorbiers                                                                                        | Saint-Étienne Métropole         | 7,63             | 7 103 (2022)                      | 931                | modifier les données · modifier les données |
| Tarentaise                         | 42306      | 42660             | Saint-Étienne  | Le Pilat                                                                                        | CC des Monts du Pilat           | 12,57            | 509 (2022)                        | 40                 | modifier les données · modifier les données |
| Tartaras                           | 42307      | 42800             | Saint-Étienne  | Rive-de-Gier                                                                                    | Saint-Étienne Métropole         | 3,91             | 957 (2022)                        | 245                | modifier les données · modifier les données |
| La Terrasse-sur-Dorlay             | 42308      | 42740             | Saint-Étienne  | Le Pilat                                                                                        | Saint-Étienne Métropole         | 8,69             | 771 (2022)                        | 89                 | modifier les données · modifier les données |
| Thélis-la-Combe                    | 42310      | 42220             | Saint-Étienne  | Le Pilat                                                                                        | CC des Monts du Pilat           | 14,57            | 143 (2022)                        | 9,8                | modifier les données · modifier les données |
| La Tour-en-Jarez                   | 42311      | 42580             | Saint-Étienne  | Sorbiers                                                                                        | Saint-Étienne Métropole         | 5,05             | 1 484 (2022)                      | 294                | modifier les données · modifier les données |
| La Tourette                        | 42312      | 42380             | Montbrison     | Saint-Just-Saint-Rambert                                                                        | CA Loire Forez Agglomération    | 5,65             | 630 (2022)                        | 112                | modifier les données · modifier les données |
| Trelins                            | 42313      | 42130             | Montbrison     | Boën-sur-Lignon                                                                                 | CA Loire Forez Agglomération    | 8,09             | 672 (2022)                        | 83                 | modifier les données · modifier les données |
| La Tuilière                        | 42314      | 42830             | Roanne         | Renaison                                                                                        | CC du Pays d'Urfé               | 31,09            | 273 (2022)                        | 8,8                | modifier les données · modifier les données |
| Unias                              | 42315      | 42210             | Montbrison     | Andrézieux-Bouthéon                                                                             | CA Loire Forez Agglomération    | 5,37             | 455 (2022)                        | 85                 | modifier les données · modifier les données |
| Unieux                             | 42316      | 42240             | Saint-Étienne  | Firminy                                                                                         | Saint-Étienne Métropole         | 8,58             | 8 495 (2022)                      | 990                | modifier les données · modifier les données |
| Urbise                             | 42317      | 42310             | Roanne         | Renaison                                                                                        | CA Roannais Agglomération       | 15,50            | 116 (2022)                        | 7,5                | modifier les données · modifier les données |
| Usson-en-Forez                     | 42318      | 42550             | Montbrison     | Saint-Just-Saint-Rambert                                                                        | CA Loire Forez Agglomération    | 47,24            | 1 461 (2022)                      | 31                 | modifier les données · modifier les données |
| Valeille                           | 42319      | 42110             | Montbrison     | Feurs                                                                                           | CC de Forez-Est                 | 16,43            | 680 (2022)                        | 41                 | modifier les données · modifier les données |
| Valfleury                          | 42320      | 42320             | Saint-Étienne  | Sorbiers                                                                                        | Saint-Étienne Métropole         | 8,77             | 710 (2022)                        | 81                 | modifier les données · modifier les données |
| La Valla-en-Gier                   | 42322      | 42131             | Saint-Étienne  | Le Pilat                                                                                        | Saint-Étienne Métropole         | 34,78            | 1 118 (2022)                      | 32                 | modifier les données · modifier les données |
| La Valla-sur-Rochefort             | 42321      | 42111             | Montbrison     | Boën-sur-Lignon                                                                                 | CA Loire Forez Agglomération    | 8,98             | 103 (2022)                        | 11                 | modifier les données · modifier les données |
| Veauche                            | 42323      | 42340             | Montbrison     | Andrézieux-Bouthéon                                                                             | CC de Forez-Est                 | 10,41            | 8 984 (2022)                      | 863                | modifier les données · modifier les données |
| Veauchette                         | 42324      | 42340             | Montbrison     | Andrézieux-Bouthéon                                                                             | CA Loire Forez Agglomération    | 7,54             | 1 217 (2022)                      | 161                | modifier les données · modifier les données |
| Vendranges                         | 42325      | 42590             | Roanne         | Le Coteau                                                                                       | CC du Pays entre Loire et Rhône | 11,14            | 390 (2022)                        | 35                 | modifier les données · modifier les données |
| Véranne                            | 42326      | 42520             | Saint-Étienne  | Le Pilat                                                                                        | CC du Pilat Rhodanien           | 15,96            | 917 (2022)                        | 57                 | modifier les données · modifier les données |
| Vérin                              | 42327      | 42410             | Saint-Étienne  | Le Pilat                                                                                        | CC du Pilat Rhodanien           | 3,05             | 655 (2022)                        | 215                | modifier les données · modifier les données |
| Verrières-en-Forez                 | 42328      | 42600             | Montbrison     | Montbrison                                                                                      | CA Loire Forez Agglomération    | 21,17            | 727 (2022)                        | 34                 | modifier les données · modifier les données |
| La Versanne                        | 42329      | 42220             | Saint-Étienne  | Le Pilat                                                                                        | CC des Monts du Pilat           | 15,13            | 386 (2022)                        | 26                 | modifier les données · modifier les données |
| Vêtre-sur-Anzon                    | 42245      | 42111 42440       | Montbrison     | Boën-sur-Lignon                                                                                 | CA Loire Forez Agglomération    | 20,25            | 565 (2022)                        | 28                 | modifier les données · modifier les données |
| Vézelin-sur-Loire                  | 42268      | 42260 42590       | Roanne         | Boën-sur-Lignon                                                                                 | CC des Vals d'Aix et Isable     | 39,36            | 816 (2022)                        | 21                 | modifier les données · modifier les données |
| Villars                            | 42330      | 42390             | Saint-Étienne  | Saint-Étienne-4                                                                                 | Saint-Étienne Métropole         | 5,72             | 7 705 (2022)                      | 1 347              | modifier les données · modifier les données |
| Villemontais                       | 42331      | 42155             | Roanne         | Renaison                                                                                        | CA Roannais Agglomération       | 12,73            | 1 045 (2022)                      | 82                 | modifier les données · modifier les données |
| Villerest                          | 42332      | 42300             | Roanne         | Roanne-2                                                                                        | CA Roannais Agglomération       | 14,82            | 5 175 (2022)                      | 349                | modifier les données · modifier les données |
| Villers                            | 42333      | 42460             | Roanne         | Charlieu                                                                                        | CC Charlieu-Belmont Communauté  | 5,73             | 599 (2022)                        | 105                | modifier les données · modifier les données |
| Violay                             | 42334      | 42780             | Roanne         | Le Coteau                                                                                       | CC de Forez-Est                 | 27,07            | 1 210 (2022)                      | 45                 | modifier les données · modifier les données |
| Viricelles                         | 42335      | 42140             | Montbrison     | Feurs                                                                                           | CC des Monts du Lyonnais        | 2,00             | 448 (2022)                        | 224                | modifier les données · modifier les données |
| Virigneux                          | 42336      | 42140             | Montbrison     | Feurs                                                                                           | CC des Monts du Lyonnais        | 11,84            | 621 (2022)                        | 52                 | modifier les données · modifier les données |
| Vivans                             | 42337      | 42310             | Roanne         | Renaison                                                                                        | CA Roannais Agglomération       | 25,16            | 231 (2022)                        | 9,2                | modifier les données · modifier les données |
| Vougy                              | 42338      | 42720             | Roanne         | Charlieu                                                                                        | CC Charlieu-Belmont Communauté  | 20,90            | 1 523 (2022)                      | 73                 | modifier les données · modifier les données |
| Loire                              | 42         |                   |                |                                                                                                 |                                 | 4 781,00         | 772 041 (2022)                    | 161                | modifier les données                        |